# Bombarde (bretonisches Musikinstrument)
Die Bombarde (auch Bomhart) ist ein Blasinstrument mit doppeltem Rohrblatt aus der Familie der Kegeloboen, das in der bretonischen Musik verwendet wird. Auf bretonisch heißt das Instrument ar vombard oder an talabard. Ein Bombardespieler heißt talabarder (sprich: talabardœr).
Bombarde war ursprünglich die französische Bezeichnung der Pommern, die in der Renaissance- und Barockmusik gespielt wurden. Die Pommern (Bombarden) kamen in der späten Barockmusik außer Gebrauch – in der Bretagne werden sie jedoch bis heute gespielt.
Der charakteristische Klang der Bombarde ist sehr kräftig. Das Instrument verlangt dem Musiker eine physische Anstrengung ab, die regelmäßige Pausen nötig macht. Daher spielt die Bombarde selten allein. Meistens wird sie gemeinsam mit dem Biniou kozh verwendet oder im Rahmen der bretonischen Bagad. In keiner anderen keltischen Gegend wird die Sackpfeife von einem vergleichbaren Rohrblattinstrument begleitet.

## Geschichte

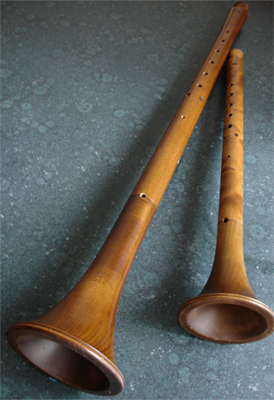
Renaissanceschalmeien (Sopran, Sopranino)

Die Bombarde gehört zu einer großen Gruppe von Doppelrohrblattinstrumenten, die von den Schalmeien und Pommern abstammen. Die Schalmei geht ihrerseits auf spanische Instrumente der islamischen Zeit zurück.
Die Bombarde wird in nicht-temperierter Stimmung gespielt. Seit der Zeit der Renaissance wurde in der Stimmung ein Ausgleich gesucht zwischen der Möglichkeit in verschiedene Tonarten zu transponieren und der Treue zu den reinen Intervallen. Erst bei der Oboe ist die Entwicklung der temperierten Stimmung verwirklicht. In Frankreich wurden die traditionellen Blasinstrumente parallel zur Oboe weiter verwendet. Sie starben jedoch aus, bis auf die Bombarde, die in der Bretagne überlebte.
Zu Beginn des 20. Jahrhunderts war die Zahl derer, die Bombarde und Biniou kozh spielten, stark zurückgegangen. In den 1970er Jahren nahm die Verwendung dieses Instrumentenduos im Rahmen der wiedererwachenden bretonischen Kultur einen neuen Aufschwung. Dabei wirkten der Erfolg Alan Stivells sowie die Etablierung von festoù-noz und Wettbewerben für traditionelle Musik zusammen. Um dieselbe Zeit wurde auf Betreiben der Vereinigungen SKV (Sonerien ha Kanerien Vreizh) und Dastum eine intensive Sammlung von Melodien, Liedern, Märschen und Tänzen unternommen. Seit 1972 sammelten diese die Musik und das kulturelle Erbe der Bretagne und brachten sie zur Geltung.

## Bauweise
Das Instrument besteht aus drei Teilen:
- Das Melodierohr oder Korpus ist leicht konisch und hat sechs bis sieben Grifflöcher auf der Vorderseite (wenn Klappen verwendet werden auch mehr). Es wird aus Hartholz gedreht wie Buchs, Pflaume, Passionsfrucht, Palisander oder Ebenholz und kann mit Ringen aus Zinn, Horn, anderen Hölzern oder auch Elfenbein verziert sein.

- Der Schalltrichter, meist aus einem anderen Stück desselben Holzes hergestellt, hat eine breite Öffnung und nimmt das untere Ende des Melodierohrs auf.
- Das Mundstück nimmt das Doppelrohrblatt auf, das heute aus Pfahlrohr gefertigt ist (früher konnte es aus Buchs, Brombeerrinde oder selbst Knochen sein), und das von den Lippen des talabarders eingeschlossen wird.

Es gibt die Bombarde in verschiedene Größen und Stimmungen. Meistens steht sie in B und umfasst zwei diatonische Oktaven, das entspricht der Tonart des schottischen Dudelsacks (bzw. dem Binioù bras), wie er in der Bretagne verwendet wird (in Schottland steht er einen halben Ton tiefer in A). Doch es gibt auch andere Grundtöne (F, G, Gis, A, B, C, D), je nach dem Zweck, für den die Bombarde verwendet werden soll.

## Spielhaltung und Ansatz

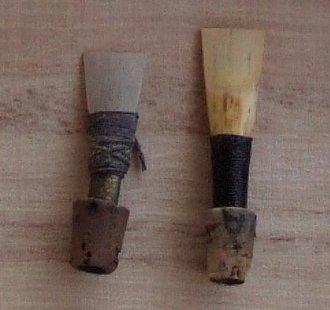
Doppelrohrblätter für die Bombarde

Wie fast alle Blasinstrumente wird die Bombarde mit der linken Hand am oberen Ende des Melodierohrs gegriffen und mit der rechten am unteren. Sie wird etwa im rechten Winkel zum Gesicht des Musikers oder leicht nach unten geneigt gehalten.
Wie bei allen Instrumenten mit Grifflöchern ist der Ton umso höher, je mehr Löcher geöffnet sind, und der tiefste Ton wird erreicht, wenn alle Löcher geschlossen sind. Innerhalb desselben Registers werden die anderen Töne erzielt, indem nach und nach zunächst die Löcher unter den Fingern der rechten, dann die unter der linken Hand geöffnet werden.
Das doppelte Rohrblatt, auf dem die Lippen unmittelbar aufliegen, ist zerbrechlich und wird selbst angefertigt. Ein hartes Blatt (das heißt eines, bei dem es anstrengender ist, den Ton zu erzeugen) kann durch den Gebrauch weicher werden. Ein von vornherein weiches Blatt ist zwar zunächst leichter zu spielen, wird jedoch schnell unbrauchbar, wenn es nicht sorgfältig gespielt wird.

## Spielweise
Das Instrument wird ursprünglich im Paar (im Duo mit dem biniou kozh oder dem biniou bras) gespielt, um die bretonischen Tänze zu begleiten.
Sie ist auch das führende Instrument im Bagad genannten Ensemble, das aus drei Instrumentalgruppen (Bombarden, Sackpfeifen, Trommel/Schlagzeug). Seltener wird sie auch von einer Orgel begleitet, bei liturgischen oder konzertanten Aufführungen. Das traditionelle Duo biniou kozh und bombarde ist inspiriert von der Weise, in der kan ha diskan („Gesang und Antwort“) gesungen werden, bei denen der erste Sänger (kaner) eine Melodie anstimmt, die von dem zweiten (diskaner) oder von anderen Sängern erwidert wird. Bei dieser Art von Stücken übernimmt die Bombarde die Rolle des ersten Sängers, während die Sackpfeife mit Dauerton spielt und die Bombarde begleitet. Der biniou kozh klingt eine Oktave höher als die Bombarde. Im Duo biniou bras und bombarde, das in jüngster Zeit unter dem Einfluss der bagadoù entstand, spielen die beiden Instrumente in derselben Stimmlage.
Die Bombarde verlangt viel Atem und ein talabarder spielt selten lange. Deshalb sind die Melodieabschnitte kurz und werden wiederholt: Die Bombarde spielt einen Abschnitt, dann schweigt der Spieler (Zeit zur Erholung), während die anderen Instrumente den Melodieabschnitt wiederholen. Die Bombarde hat einen klaren und kräftigen Klang, der weit trägt.
Die Teilnahme an Wettbewerben ist bei den Musikern, die miteinander spielen, weit verbreitet. Jede Gegend hat ihren eigenen Wettbewerb eingerichtet, wo die Spieler in drei Prüfungen gegeneinander antreten: Melodie, Marsch und Tanz. Die besten Paare kommen am ersten Sonntag im September in Gourin zusammen, um an der Meisterschaft der Bretagne teilzunehmen. Der erste Wettbewerb dieser Art fand 1955 auf Initiative des Bischofs von Gourin, Le Poulichet, statt, der mit der „Association Bogadeg Ar Sonerion“ Kontakt aufgenommen hatte, um den traditionellen Bußgang zu Saint-Hervé um eine Prozession von Musikern zu erweitern. 1957 schlug Polig Montjarret dem Bürgermeister von Gourin vor, jedes Jahr im Rahmen des Bußgangs einen Wettbewerb der Spieler zu organisieren, zu dem „Bogadeg Ar Sonerion“ die Reglement und die Jury stellten. Seit 1993 findet die Meisterschaft in Gourin auf dem Gelände von Tronljoly vor Tausenden Liebhabern und Helfern statt.

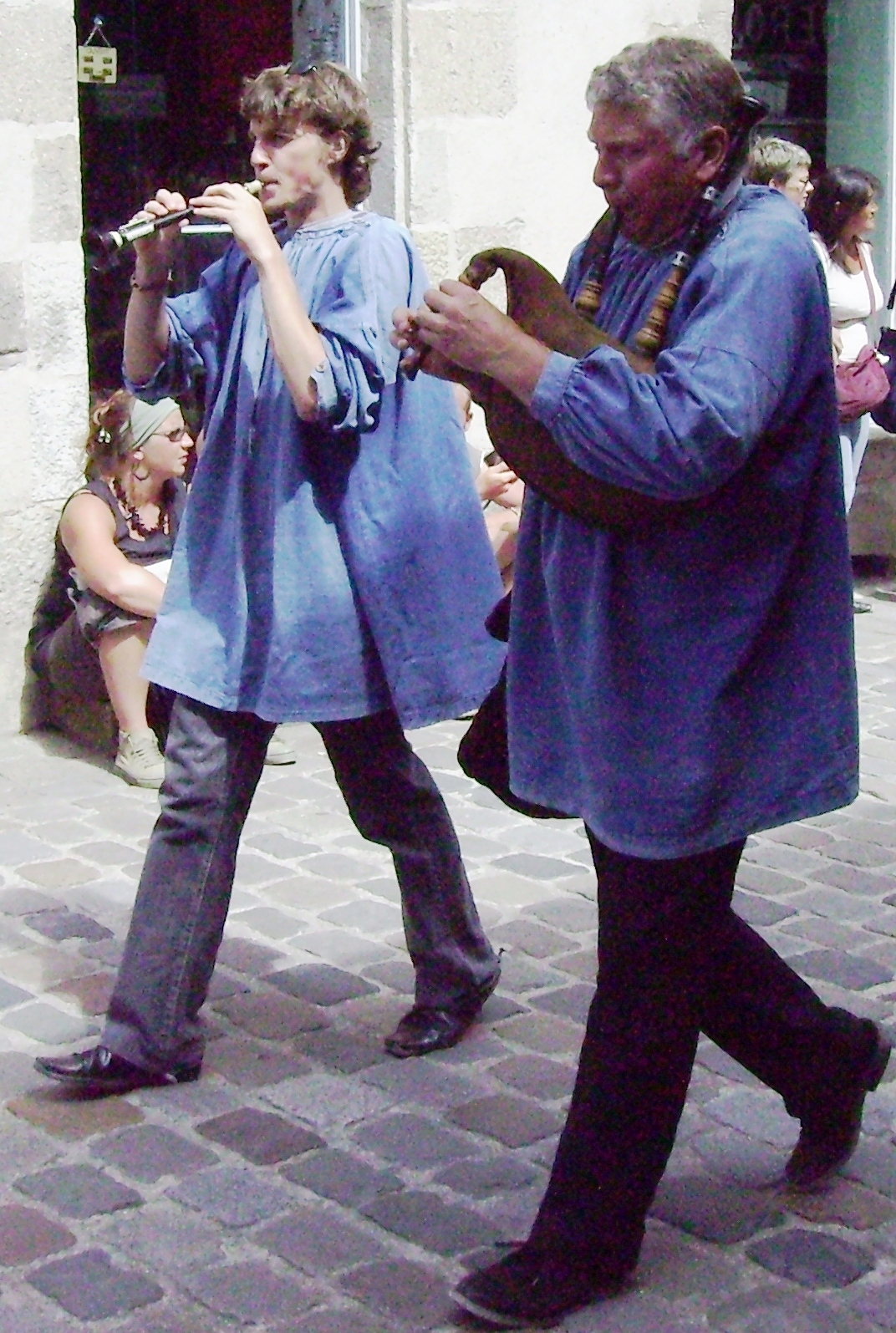
Ein talabarder (Bombardespieler, links) und ein biniaouer (Sackpfeifenspieler).

Spieler:
- André Le Meut
- Jorj Botuha
- Christophe Caron
- Cyrille Bonneau
- Daniel Le Féon
- David Pasquet
- Fabrice Lothodé
- Éric Beaumin
- Jean Baron
- Mathieu Sérot
- Ronan Keryell
- Serge Riou
- Yann Kermabon
- Claude Le Baron
- Youen Le Bihan
- Ivonig Le Mestre

Hersteller:
- Hervieux & Glet
- Jorj Botuha
- Youenn Le Bihan
- Dorig Le Voyer
- Yvon Le Coant
- Jil Lehart
- Christian Besrechel
- Jean Capitaine
- Jean-Luc Ollivier
- Rudy Le Doyen
- Paul Larivain